# Dassault Mirage
Mirage es un nombre dado a varios tipos de aviones a reacción diseñados por la compañía francesa Dassault Aviation (anteriormente Avions Marcel Dassault), algunos de los cuales fueron producidos en diferentes variantes. La mayoría consiste en cazas supersónicos de ala en delta. El más exitoso fue el Mirage III en sus muchas variantes y derivados, que fueron ampliamente producidos y modificados tanto por Dassault como por otras compañías. Algunas variantes recibieron otros nombres, mientras que algunos tipos que no estaban relacionados recibieron el nombre de Mirage.

## Primeros prototipos
- MD550 Mystère Delta, el jet delta experimental original de Dassault, que sirvió de base para la serie principal de Mirage. Se construyeron dos, más tarde rebautizados como Mirage I y II respectivamente:[1]
  - Mirage I, siendo el MD550-01 renombrado.
  - Mirage II, siendo el MD550-02 renombrado.

## Serie Mirage III/5/50

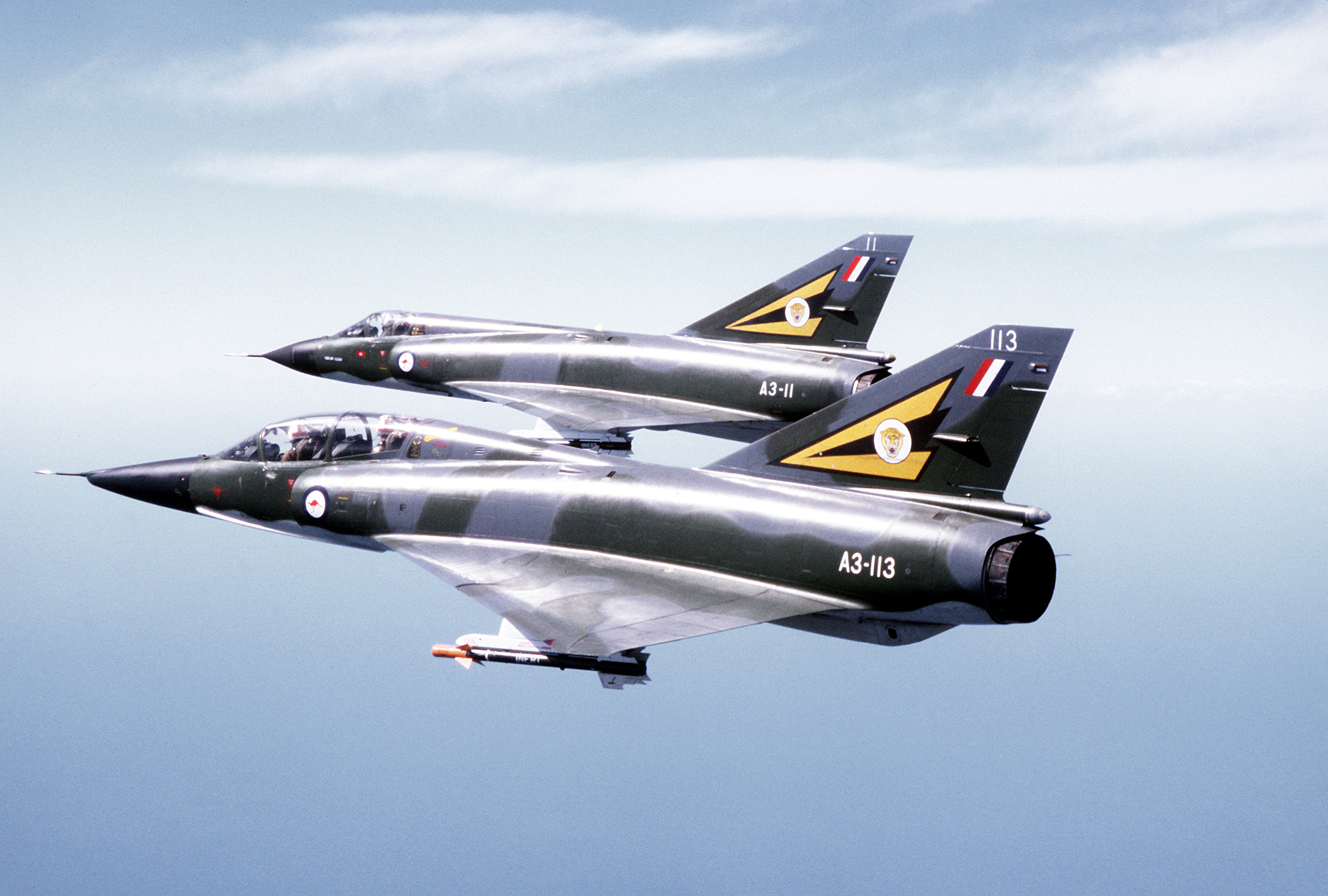
Dos cazas Mirage III con los colores de la RAAF.

La línea más exitosa de Mirage fue una familia de cazas supersónicos con ala delta, todos compartiendo el mismo fuselaje básico pero que diferían en el motor, el equipo y detalles menores. Los primeros ejemplares no tenían cola, mientras que muchas variantes posteriores tenían añadidos planos canard de proa.

### Francia
Las principales variantes de producción incluyen:
- Mirage III, tipo de producción definitiva, que estableció la serie.
- Mirage 5, desarrollado a partir del Mirage III.
- Mirage 50, desarrollado a partir del Mirage 5.

Los proyectos y prototipos menores incluyen:
- Balzac, Mirage IIIT y Mirage IIIV: Prototipos de investigación para el diseño VTOL supersónico.[2] Tanto el Balzac como el Mirage IIIV tenían capacidad VTOL.
- Milan: un ejemplar de Mirage III, modificado con canard retráctiles.
- Mirage IIING, desarrollado a partir del Mirage 50 junto con planos delanteros canard fijos similares al Milan anterior (ver arriba). Al igual que el Milan, solo se convirtió un fuselaje.

### Israel
Israel produjo varios desarrollos progresivos del Mirage 5:
- IAI Nesher, un Mirage 5 estándar con aviónica revisada.
- IAI Kfir, rediseñado con aviónica más revisada y plano de proa canard.
- IAI Nammer, nuevamente rediseñado con más aviónica revisada y canard. Solo prototipo.

### Sudáfrica
Sudáfrica actualizó su flota de Mirage III para cumplir con los requisitos locales:
- Atlas Cheetah, una actualización de Mirage III basada en el IAI Kfir.

### Chile
Chile actualizó su flota de Mirage 50 para cumplir con los requisitos locales:
- ENAER Pantera (Mirage 50CN y 50DC), una actualización de Mirage 50 basada en el IAI Kfir.

## Otros tipos de Mirage

### Modelos de producción
- Mirage IV: Bombardero nuclear supersónico sin cola con ala delta. El más grande de todos los Mirages.[3]
- Mirage F1 y MF2000: caza supersónico de configuración convencional.
- Mirage 2000 caza supersónico de ala delta sin cola sucesor del Mirage 50, con un fuselaje completamente nuevo.

### Prototipos
- Mirage F2 y Mirage G: Cazas de ataque, más grandes que el fuselaje básico del Mirage III. Los prototipos del Mirage G eran aeronaves de geometría variable derivados del proyecto de diseño de ala fija F2.[4]
- Mirage 4000 o Super Mirage 4000: Prototipo de una versión más grande del Mirage 2000.